# Angela Janko Jenčič
Angela Janko-Jenčič, slovenska dramska igralka, * 24. marec 1929, Ruše,  † 16. oktober 2004, Maribor.
Njen sin je ilustrator Samo Jenčič.

## Priznanja in odlikovanja
Leta 1974 je prejela nagrado Prešernovega sklada »za naslovno vlogo v Kastelki Vladimira Levstika in Herberta Grüna in za vlogo krčmarice Kunigunde v drami Lažna Ivana Andreja Hienga«.
Leta 1987 je prejela tudi Borštnikov prstan.